# OFC Champions League 2024
La OFC Champions League 2024 è stata la ventitreesima edizione della massima competizione calcistica per squadre di club dell'Oceania, organizzata dalla Oceania Football Confederation (OFC). Il vincitore della competizione si qualificherà per la Coppa Intercontinentale FIFA 2024.
Il titolo è stato vinto dai neozelandesi dell'Auckland City, che ha conquistato il trofeo continentale per la dodicesima volta nella sua storia dopo aver battuto per 4-0 i tahitiani del Pirae.

## Squadre partecipanti
I 18 posti sono scelti tra le 11 federazioni membri della OFC secondo la seguente tabella:
| Posizione della federazione in base al coefficiente OFC per nazioni | Numero di squadre partecipanti |
| ------------------------------------------------------------------- | ------------------------------ |
| 1-7                                                                 | 2                              |
| 8-11                                                                | 1                              |

- 7 associazioni (Isole Figi, Nuova Caledonia, Nuova Zelanda, Papua Nuova Guinea, Isole Salomone, Tahiti, Vanuatu) hanno un posto garantito nella fase a gironi, dopo un turno di Play-Off nazionali tra le due squadre qualificate alla competizione.
- 4 associazioni definite in via di sviluppo (Samoa Americane, Isole Cook, Samoa, Tonga) hanno un posto garantito nel girone preliminare, che assegna un ulteriore posto nella fase a gironi.

|                             |                             | Squadre che accedono nel turno                                                    | Squadre provenienti dal turno precedente                                                             |
| --------------------------- | --------------------------- | --------------------------------------------------------------------------------- | --- |
| Turno preliminare           | In via di sviluppo          | - 4 campioni dalle federazioni 8–11                                               | |
| Turno preliminare           | Sviluppate                  | - 7 campioni dalle federazioni 1–7 - 7 seconde classificate dalle federazioni 1–7 | |
| Fase a gironi               | Fase a gironi               |                                                                                   | - vincitore del turno in via di sviluppo - 7 vincitori del turno sviluppate                          |
| Fase a eliminazione diretta | Fase a eliminazione diretta |                                                                                   | - 2 vincitori dei gironi nella fase a gruppi - 2 seconde classificate dei gironi nella fase a gruppi |

### Lista
I club sono ordinati in base al coefficiente OFC della federazione di appartenenza. Accanto ad ogni club è indicata la posizione in classifica nel rispettivo campionato.
| Turno preliminare  | Turno preliminare     | Turno preliminare       | Turno preliminare  |
| In via di sviluppo | In via di sviluppo    | Sviluppate              | Sviluppate         |
| ------------------ | --------------------- | ----------------------- | ------------------ |
| Tupapa (1º)        | Vaiala Tongan (1º)    | Wellington Olympic (1º) | Pirae (2º)         |
| Vaivase-tai (1º)   | Veitongo (1º)         | Auckland City (2º)      | Hekari United (1º) |
|                    |                       | Solomon Warriors (1º)   | Port Moresby (2º)  |
| Central Coast (2º) | Lautoka (1º)          |                         |                    |
| Magenta (1º)       | Rewa (2º)             |                         |                    |
| ASC Gaïca (2º)     | Ifira Black Bird (1º) |                         |                    |
| Tefana (1º)        | Classic (2º)          |                         |                    |

## Date
| Fase                   | Sorteggio       | Partite                                                                                |
| ---------------------- | --------------- | -------------------------------------------------------------------------------------- |
| Fase di qualificazione | 17 gennaio 2024 | 17-23 febbraio 2024 (girone preliminare) 8 febbraio-16 marzo 2024 (play-off nazionali) |
| Fase a gironi          | 17 gennaio 2024 | 11-19 maggio 2024                                                                      |
| Semifinali             | 17 gennaio 2024 | 22 maggio 2024                                                                         |
| Finale                 | 17 gennaio 2024 | 24 maggio 2024                                                                         |

## Fase di qualificazione

### Girone preliminare
Le partite si giocano a Nukuʻalofa, a Tonga, dal 17 al 23 febbraio 2024.
| Squadra       | Pt | PG | V | N | P | GF | GS | DR  |
| ------------- | -- | -- | - | - | - | -- | -- | --- |
| Vaivase-tai   | 7  | 3  | 2 | 1 | 0 | 18 | 0  | +18 |
| Tupapa        | 6  | 3  | 2 | 0 | 1 | 17 | 6  | +11 |
| Veitongo      | 4  | 3  | 1 | 1 | 1 | 15 | 3  | +12 |
| Vaiala Tongan | 0  | 3  | 0 | 0 | 3 | 0  | 41 | -41 |

| Squadra 1     | Risultato   | Squadra 2     |
| 1ª giornata   | 1ª giornata | 1ª giornata   |
| ------------- | ----------- | ------------- |
| Vaivase-tai   | 4 - 0       | Tupapa        |
| Veitongo      | 13 - 0      | Vaiala Tongan |
| 2ª giornata   |             |               |
| Tupapa        | 14 - 0      | Vaiala Tongan |
| Veitongo      | 0 - 0       | Vaivase-tai   |
| 3ª giornata   |             |               |
| Vaiala Tongan | 0 - 14      | Vaivase-tai   |
| Tupapa        | 3 - 2       | Veitongo      |

### Play-off nazionali
| Squadra 1     | Totale          | Squadra 2          | Andata | Ritorno     |
| ------------- | --------------- | ------------------ | ------ | ----------- |
| Rewa          | 3 - 2           | Lautoka            | 0 - 0  | 3 - 2 (dts) |
| ASC Gaïca     | 1 - 2           | Magenta            | 1 - 2  | 0 - 0       |
| Auckland City | 4 - 3           | Wellington Olympic | 1 - 0  | 3 - 3       |
| Port Moresby  | 0 - 5           | Hekari United      | 0 - 2  | 0 - 3       |
| Central Coast | 1 - 2           | Solomon Warriors   | 0 - 1  | 1 - 1       |
| Pirae         | 2 - 2 (6-5 dtr) | Tefana             | 1 - 1  | 1 - 1 (dts) |
| Classic       | 2 - 3           | Ifira Black Bird   | 1 - 2  | 1 - 1       |

## Fase a gironi

### Gruppo A
| Squadra          | Pt | G | V | N | P | GF | GS | DG |
| ---------------- | -- | - | - | - | - | -- | -- | -- |
| Auckland City    | 7  | 3 | 2 | 1 | 0 | 8  | 2  | +6 |
| Rewa             | 7  | 3 | 2 | 1 | 0 | 8  | 6  | +2 |
| Hekari United    | 3  | 3 | 1 | 0 | 2 | 4  | 4  | 0  |
| Solomon Warriors | 0  | 3 | 0 | 0 | 3 | 2  | 10 | -8 |

#### Risultati
| Paea 11 maggio 2024, ore 15:00 HAST 1ª giornata | Rewa           | 2 – 2 referto | Auckland City | Stadio Paea (105 spett.)\| Arbitro: \| Médéric Lacour \| |
| Arbitro:                                        | Médéric Lacour |               |               |                                                          |

| Paea 11 maggio 2024, ore 18:00 HAST 1ª giornata | Solomon Warriors | 0 – 2 referto | Hekari United | Stadio Paea (150 spett.)\| Arbitro: \| Norbert Hauata \| |
| Arbitro:                                        | Norbert Hauata   |               |               |                                                          |

### Gruppo B
| Squadra          | Pt | G | V | N | P | GF | GS | DG  |
| ---------------- | -- | - | - | - | - | -- | -- | --- |
| Pirae            | 7  | 3 | 2 | 1 | 0 | 11 | 1  | +10 |
| Magenta          | 7  | 3 | 2 | 1 | 0 | 10 | 1  | +9  |
| Ifira Black Bird | 3  | 3 | 1 | 0 | 2 | 7  | 8  | -1  |
| Vaivase-tai      | 0  | 3 | 0 | 0 | 3 | 1  | 19 | -18 |

## Fase a eliminazione diretta

### Semifinali
| Squadra 1     | Risultato   | Squadra 2 |
| ------------- | ----------- | --------- |
| Auckland City | 1 - 0       | Magenta   |
| Pirae         | 4 - 2 (dts) | Rewa      |

### Finale
| Arbitro: | Ben Aukwai |

|                                                                           |           |  |
| Michael den Heijer 6’ Liam Gillion 30’ Stipe Ukich 48’ Christian Gray 59’ | Marcatori |  |